# Pristiphora conjugata
Pristiphora conjugata är en stekelart som först beskrevs av Anders Gustav Dahlbom 1835.  Pristiphora conjugata ingår i släktet Pristiphora, och familjen bladsteklar. Arten är reproducerande i Sverige.